# Urolosia opalicincta
Urolosia opalicincta là một loài bướm đêm thuộc phân họ Arctiinae, họ Erebidae.